# Cuoi jezici
Cuoi jezici, jedna od pet jezičnih podskupina šire skupine viet-muong, mon-khmerske porodice, raširenih na području Laosa i Vijetnama. Predstavnici su tek dva jezika: hung [hnu] iz Laosa i tho iz Vijetnama.
Jezikom tho govori 68.400 ljudi (1999 popis) u provinciji Nghệ An, dok jezikom hung govori 2,000 ljudi (Ferlus 1996) u provincijama Bolikhamsay i Khammouan u Laosu i 700 u provinciji Nghe An u Vijetnamu

## Vanjske poveznice
- Ethnologue (14th)
- Ethnologue (15th)